# Église Saint-Pierre de Marnans
Pour les articles homonymes, voir Église Saint-Pierre.
L'église Saint-Pierre est une église catholique située à Marnans, en France, vestige d'un ancien prieuré rattaché à l'Abbaye de Saint-Antoine de 1288 à 1777 avant de devenir église paroissiale

## Localisation
L'église est située dans le département français de l'Isère, sur la commune de Marnans.

## Historique
L'église fait l’objet d’un classement au titre des monuments historiques depuis 1846.